# 第一次拉特朗公會議
第一次拉特朗公會議是天主教会承认的第九次大公会议，于1122年由教宗嘉禮二世于沃尔姆斯宗教会议后立即召开。有300至1000人参加這次會議，议题主要涉及叙任权斗争。